# Vivacom Arena
Vivacom Arena е български платен телевизионен канал. Стартира на 1 март 2012 г. и се излъчва в сателитната и IPTV мрежа на Виваком.

## История
Излъчва филмови заглавия, като през първата година от съществуването си предава на живо и тенис турнири от сериите „ATP World Tour 250“.

## Логотипи
- 2012 – 2018
- 2018 – 2021